# We Die Young
We Die Young è il primo EP nonché singolo di debutto degli Alice in Chains. Fu pubblicato nel luglio 1990 e divenne una delle canzoni metal da top 5 al tempo della sua pubblicazione.

## Descrizione
Jerry Cantrell ha dichiarato sulle note presenti in Music Bank, box-set uscito nel 1999:
Nel video della canzone, vi sono numerose persone che affogano in un mare di sangue.

## Tracce
1. We Die Young – 2:31 (Jerry Cantrell)
2. It Ain't Like That – 4:38 (Jerry Cantrell, Michael Starr e Sean Kinney)
3. Killing Yourself – 2:59 (Jerry Cantrell e Layne Staley)

We Die Young e It Ain't Like That sono presenti anche su Facelift. Una versione demo di Killing Yourself è presente su Music Bank.

## Formazione
- Layne Staley - voce
- Jerry Cantrell - chitarra, voce
- Mike Starr - basso
- Sean Kinney - batteria

## Classifiche
| Classifica (2022) | Posizione massima |
| ----------------- | ----------------- |
| Grecia            | 31                |